# Famille de Boisgelin
Pour les articles homonymes, voir Boisgelin.
 (septembre 2019).
Si vous disposez d'ouvrages ou d'articles de référence ou si vous connaissez des sites web de qualité traitant du thème abordé ici, merci de compléter l'article en donnant les références utiles à sa vérifiabilité et en les liant à la section « Notes et références ».
La famille de Boisgelin est une famille subsistante de la noblesse française, d'extraction féodale, originaire de Bretagne. Elle prouve sa filiation depuis 1378.
Cette famille compte parmi ses membres des officiers, des prélats, des pairs de France, des hommes politiques et un sénéchal de Corlay.

## Patronyme
Elle tient son nom de la terre du Boisgelin (francisation du breton Coatguelen, qui signifie « Bois des houx »), située dans la vicomté de Pléhédel. Boisgelin a parfois été interprété de façon fantaisiste en « bois aux coqs » ou en « bois gélif », au mépris de l'étymologie d'origine.

## Non prouvée
Des porteurs du nom Boisgelin sont cités aux XIIe siècle et XIIIe siècle, sans être rattachés à la filiation prouvée et suivie :
Geoffroy du Boisgelin († après 1166), seigneur du Boisgelin, puis vicomte de Pléhédel, pour laquelle il fit hommage au duc de Bretagne en 1166, marié à Sibille de Léon, héritière de Pléhédel, dont :
- Raoul Ier du Boisgelin, seigneur du Boisgelin et vicomte de Pléhédel, mort sans postérité
- Alain Ier du Boisgelin, seigneur du Boisgelin et vicomte de Pléhédel, par héritage de son frère, marié avec N. de Cornouaille, dont :
  - Raoul II du Boisgelin, seigneur du Boisgelin et vicomte de Pléhédel
  - Raymond du Boisgelin († après 1213), partagé par son frère ainé le 30 octobre 1213. Il s'agissait de biens situés au côté droit du chemin allant de l'église de Pléhédel à Paimpol, pour en jouir sa vie durant. Comme l'avait fait leur oncle Raoul Ier du Boisgelin à leur père, Raoul II du Boisgelin se réservait le droit de reprendre les-dits biens au décès de son cadet.

## Prouvée
La famille de Boisgelin fut admise au XVIIIe siècle, huit fois aux honneurs de la Cour, sur preuves d'une filiation suivie, prouvée depuis 1378,. Elle est donc considérée comme noble d'extraction chevaleresque.
Elle a été admise à l'Association d'entraide de la Noblesse française en 1967.

### Branche de Kerdu
Devenue branche aînée après l'extinction de la branche de la Garenne :
- Gilles Dominique de Boisgelin de Kerdu (1753-1794), vicomte de Boisgelin, maréchal de camp
- Toussaint-Marie de Boisgelin de Kerdu, capitaine de vaisseau
- Jean Baptiste de Boisgelin de Kerdu, vicomte de Kergomar, gentilhomme de la Manche[7] des enfants de France, chambellan de Louis XVIII
- Thomas de Boisgelin de Kerdu (1754-1792), abbé de Boisgelin, vicaire général de son oncle Jean de Dieu-Raymond de Boisgelin de Cucé alors agent général du clergé (1780)
- Pierre-Marie-Louis de Boisgelin de Kerdu (1758-1816), chevalier de l'ordre de Saint-Jean de Jérusalem[8],[9], sous-lieutenant au régiment du roi, lieutenant en 1788, écrivain

### Branche de Bellefontainedite de Pléhédel
- Charles Eugène de Boisgelin (2 août 1726 au château de Boisgelin en Pléhédel ✝ 27 octobre 1791), vicomte de Pléhédel, capitaine de vaisseau
- Bruno-Gabriel de Boisgelin (26 août 1767 - Pléhédel ✝ 3 mai 1827 - Paris), fils du précédent, 1er marquis [de Boisgelin (1817), capitaine d'infanterie, lieutenant de vaisseau, maître de la garde-robe du roi, colonel de la garde nationale de Paris, premier chambellan du roi (1820), pair de France (17 août 1815, marquis-pair héréditaire, 1817), chevalier de Saint-Louis, chevalier de la Légion d'honneur
- Alexandre-Joseph de Boisgelin (14 avril 1770 - Pléhédel ✝ 21 juin 1831 - Paris), frère du précédent, 2e marquis de Boisgelin (1827), garde du corps de Louis XVI, maréchal de camp (équivalent au grade de général de brigade), commandant de la 1re Légion de la garde nationale parisienne, député de la Seine, Pair de France héréditaire de 1827 à 1830, chevalier de Saint-Louis, commandeur de la Légion d'honneur ;
- Edouard de Boisgelin (Paris, 17 octobre 1801 - château de Saint-Fargeau, 2 janvier 1866), fils du précédent, 3e marquis de Boisgelin (1831), pair de France héréditaire de 1831 à 1848 ;

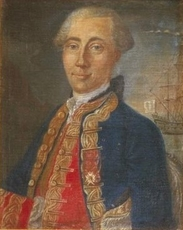
Charles Eugène de Boisgelin (1726-1791), capitaine de vaisseau
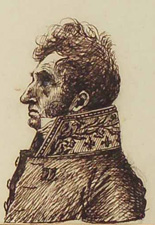
Bruno-Gabriel de Boisgelin (1767-1827), maître de la garde-robe du roi, colonel, premier chambellan du roi, pair de France
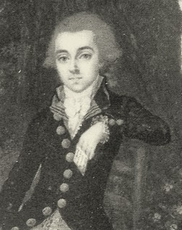
Alexandre-Joseph de Boisgelin (1770-1831), maréchal de camp, député

### Branche de Cucé (éteinte)
- Louis-Bruno du Boisgelin de Cucé, marquis de Cucé, baron de La Roche-Bernard, colonel du régiment de Lorraine, marié à Marie Stanislas Catherine de Boufflers
- Jean de Dieu-Raymond de Boisgelin de Cucé (27 février 1732 - Rennes † 22 août 1804 - Angervilliers, Seine-et-Oise), fait cardinal en 1804 par Pie VII, sénateur, président de l'assemblée constituante, membre de l'Académie française (fauteuil n°13), grand officier de la Légion d'honneur

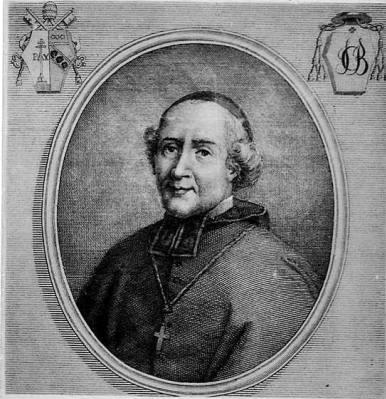
Jean de Dieu-Raymond de Boisgelin de Cucé (1732-1804), cardinal, sénateur, président de l'assemblée constituante, académicien

## Victimes de la Révolution française
- Louis Bruno de Boisgelin de Cucé, marquis de Cucé.
- Louis-Bruno de Boisgelin de Cucé.
- Marie-Catherine de Boisgelin de Cucé, née de Boufflers, marquise de Cucé.
- Gilles-Dominique de Boisgelin de Kerdu, vicomte de Boisgelin, général de brigade.
- Abbé Thomas de Boisgelin de Kerdu, victime des Massacres de Septembre.

## Demeures, titres, fiefs

### Demeures
- Château de Coatguelen, Pléhédel
- Manoir de Boisgelin (Pléhédel)
- Château du Roscoat
- Château de Fontaine-la-Soret
- Château de Saint-Martin-de-Pallières (depuis 1774)
- Château de Saint-Fargeau
- Château de la Bretesche
- Château de Cucé, Cesson-Sévigné
- Château Saint-Pôtan
- Manoir de Kerdu, Ploumilliau
- Manoir de la Noë verte, Lanloup
- Manoir de Kervégan (à la fin XVIe et XVIIe), Lannion
- Manoir de Boisgelin, Neuilly-sur-Seine,
- Château-manoir de la Villebalin
- Hôtel de Boisgelin, Aix-en-Provence
- Hôtel de Sully, Paris
- Hôtel de Boisgelin ou de La Rochefoucauld-Doudeauville ou de Janvry, Paris VIIe

### Titres
Titre régulier :
- Marquis de Boisgelin (en 1828)[5]

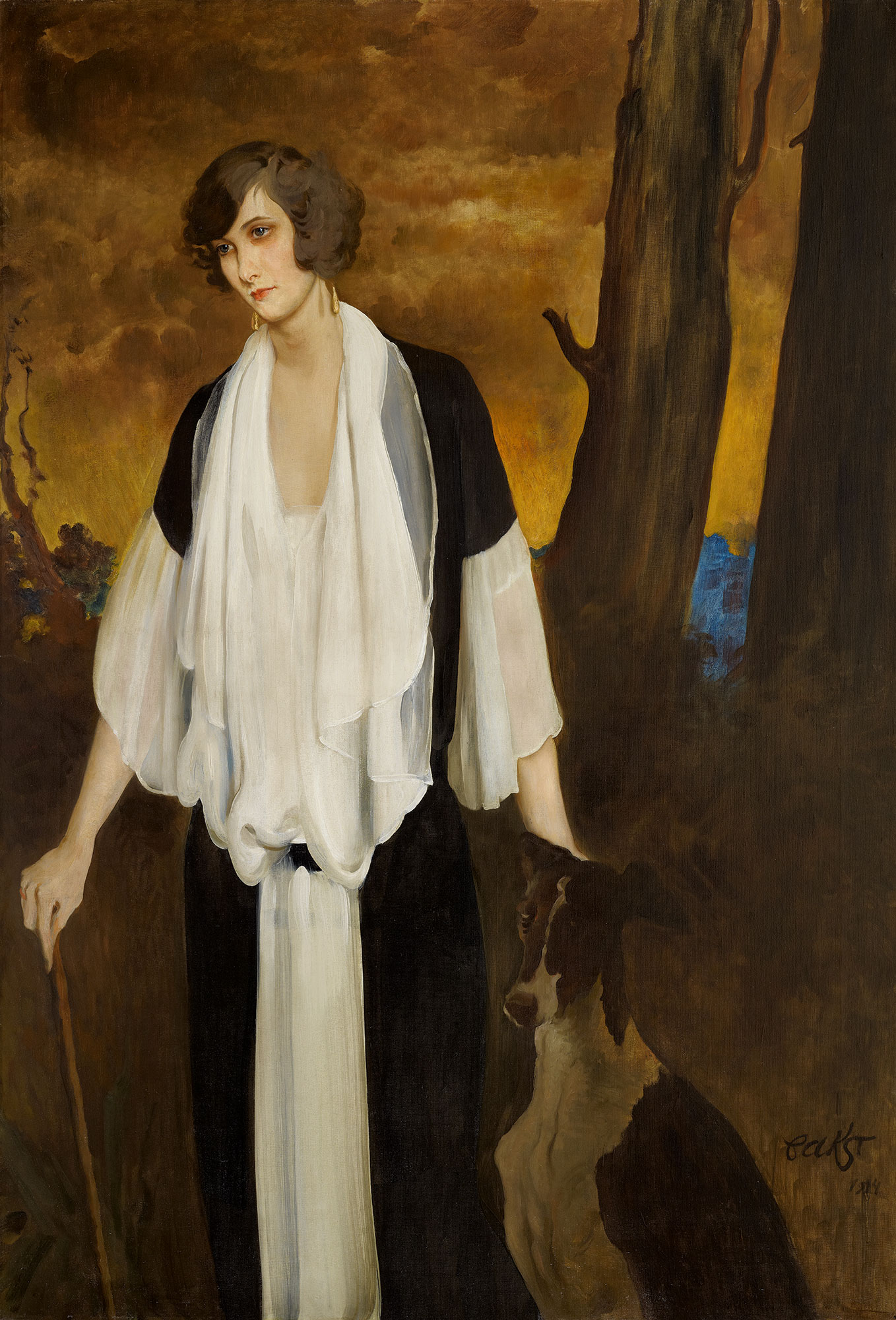
La comtesse de Boisgelin. Un portrait de Léon Bakst, 1924

Certains membres portent les titres non réguliers suivants :
- Comte et vicomte de Boisgelin
- Vicomte de Pléhédel
- Marquis de Cucé
- Vicomte de Mayneuf
- Baron de la Roche-Bernard
- Marquis de Saint-Martin-de-Pallières
- Baron d’Orgères

### Fiefs
Les membres de la famille de Boisgelin furent teneurs des fiefs :
- de Boisgelin, de la Garenne, de Kerdu, de Kersa, de Kergomar, de Kergoët, de Kerabel, de Kergouat, de Kergouadon, de Kerascoêt, de Kerneven, de la Sourdière, de Kerberzeau, de Kersaliou, de la Carte, du Plessis, de la Ville-Robert, d’Equivy, de Saint-Mandé, de La Passée, de la Ville-Hélo, de Lesturgant, de Kerhulué, de Botmar, du Porzo, du Lié, de Talohet, du Kerisoet, du Trechef, du Tran, de La Villeneuve, de Keridec, de La Ville Sollon, des Loges, de Lantic, de Kerdrioly, des Gailleules, de Malleville, d’Acigné, de Kergournault, de Thenocquenel, de Kergouadan, de la Noémain, de la Toise, de La Villemarqué, de Pontrivilly, de Bellefontaine, du Bot, de la Bouévière, de La Chesnaye, de Kerbezrade, de Kerdouadan, de Kreveran, de Kerveret, de Kervégan, de Kerlabour, de Kersac, de Keruran, de Kervach, du Pommet, de Levenereuc, de La Longraye, de Roscoêt, de La Villeauber, de La Villebalin, de La Villejocelin, de La Villemorguen, de Noeverte, de Cucé, etc.

Mais également :
- de La Roche-Bernard, en qualité de baron, par acquêt, en 1744,
- de Kersaliou, en qualité de seigneur,
- de Soligné (Avranchin), en qualité de seigneur,
- de Mayneuf, en qualité de vicomte,
- de Buhen, en qualité de seigneur,

## Armoiries, devise
| Image | Armes de la famille de Boisgelin |
| ----- | --- |
|       | Famille de Boisgelin Ecartelé : aux I et IV, de gueules à une molette d'éperon d'argent à 5 rais ; aux II et III, d'azur plein. L'écu environné du manteau de pair (branches de Cucé et de Pléhédel), timbré de la couronne de marquis. Supports : Deux lions. |
|       | Ex-libris du XVIIIe siècle |

- Devise : In Virtute Vis (La force est dans le courage)

## Postérité
- Le canal de Boisgelin, nommé ainsi en l'honneur du cardinal de Boisgelin
- Une place de la ville d’Aix-en-Provence en l'honneur également du cardinal de Boisgelin
- La Boisgelin, fanfare de chasse créée en l'honneur d'Alexandre de Boisgelin de Pléhédel
- Le Régiment de Béarn prend le nom de Régiment de Boisgelin entre 1761 et 1762 du nom de son colonel René-Gabriel de Boisgelin de Pléhédel.

### Fonds d'archives
- Archives du château de Saint-Martin de Pallières, château du Claud, château du Boisgelin, et autres
- Archives de Christophe Duhil de Bénazé